# Sinapsis (meiosis)
La sinapsis es un proceso que ocurre en la primera división meiótica, en el cigoteno de la profase I.
La cromatina condensada forma unos cromosomas en el leptoteno de la primera división meiótica. Estos se unen a la membrana nuclear por unas placas de unión de naturaleza proteica.
Durante el cigoteno en los cromosomas se produce el apareamiento o sinapsis, gen a gen ,en toda su longitud. Esto es, las cromátidas se unen en cada gen. Esto forma el llamado "cromosoma bivalente" (se denomina así porque está constituido por una estructura formada por dos cromosomas), un cromosoma constituido por cuatro cromátidas, por lo que también se le llama "tétrada" (dos para cada cromosoma).
Esta unión se produce gracias al "complejo sinaptonémico", una estructura proteica que aparece durante la sinapsis.
Este complejo sinaptonémico está constituido por un componente central y dos componentes laterales, estos últimos se encuentran sobre las cromátidas hermanas de uno de los cromosomas homólogos.
- Datos: Q3175967